# Neşat Gülünoğlu
Neşat Gülünoğlu (* 4. Januar 1979 in Herne) ist ein ehemaliger türkischer Fußballspieler. Er war hauptsächlich als Stürmer eingesetzt.

## Karriere
Als Jugendlicher spielte er für den VfB Börnig. Der Offensivspieler wechselte in die Jugend des VfL Bochum, wo er als 17-jähriger in der Bundesliga debütierte. Für den Ruhrgebitesklub absolvierte er bis zum Sommer 1999 37 Erstligaspiele und schoss dabei vier Tore. Zudem war er dreimal im DFB-Pokal eingesetzt und bestritt eine Partie im Rahmen des Europapokals. Nach dem Abstieg der Bochumer in die 2. Bundesliga kam es zum Karrierebruch, da er aufgrund hoher Gehaltsforderungen seinen Bochumer Vertrag nicht verlängerte und ein unterschriftsreifes Angebot von Beşiktaş Istanbul, wo seinerzeit Hans-Peter Briegel als Trainer tätig war, ablehnte. Die AS Rom lotste ihn als Nachwuchstalent mit einem kolportierten Gehalt von 600.000 Euro in die Serie A, dort kam er jedoch aufgrund der Ausländerbeschränkungen als Nicht-EU-Spieler zu keinem Spieleinsatz und bemühte sich daher direkt um eine Rückkehr nach Deutschland. In der Wintertransferperiode fand er jedoch keinen höherklassigen Verein und so wechselte er in die drittklassige Regionalliga, wo er versuchte, sich bei den Sportfreunden Siegen für höherklassige Aufgaben zu empfehlen. Nach Auslaufen seines kurzfristigen Vertrags wechselte er im Sommer ablösefrei zum Zweitligisten SV Waldhof Mannheim. Allerdings konnte er sich unter Trainer Uwe Rapolder dort nicht durchsetzen, so dass er nur bei den Waldhof-Amateuren mitspielte und im Winter der Vertrag wieder aufgelöst wurde.
2001 wechselte Gülünoğlu zu Westfalia Herne in die viertklassige Oberliga Westfalen, wo er mit der Mannschaft am Ende der Spielzeit 2002/03 den Klassenerhalt verpasste. Anschließend lief er für PSI Yurdumspor Köln auf. Ende 2004 verließ er den von finanziellen Sorgen geplagten Klub, beim SSV Hagen beendete er 2005 endgültig seine höherklassige Laufbahn und spielte für den Kreisklasseklub TSK Herne.
Gülünoğlu wuchs als Sohn eines Bergmanns, der in den 1970er Jahren als Gastarbeiter nach Deutschland kam, in Herne auf und heiratete im Alter von 22 Jahren.